# Печера імені М. Ф. Розена
Печера імені М. Ф. Розена (рос. Розена) — печера на Алтаї, Алтайський край, Росія.  Загальна протяжність — 100 м. Глибина печери — 31 м, амплітуда висот — 31 м; загальна площа — N/A м²; об'єм — N/A м³.  Печера відноситься до Західноалтайської області Алтайської провінції Алтай-Саянської спелеологічної країни. Кадастровий номер 5114/8307-1.